# Automeris boops
Espèce
Automeris boops est une espèce de lépidoptères (papillons) de la famille des Saturniidae.